# Промно (Великопольське воєводство)
Промно (пол. Promno, нім. Wildgarten) — село в Польщі, у гміні Победзиська Познанського повіту Великопольського воєводства.
Населення — 198 осіб (2011).
У 1975-1998 роках село належало до Познанського воєводства.

## Демографія
Демографічна структура станом на 31 березня 2011 року:
|          | Загалом | Допрацездатний вік | Працездатний вік | Постпрацездатний вік |
| -------- | ------- | ------------------ | ---------------- | -------------------- |
| Чоловіки | 106     | 20                 | 78               | 8                    |
| Жінки    | 92      | 21                 | 51               | 20                   |
| Разом    | 198     | 41                 | 129              | 28                   |